# 解放街道 (荆州市)
解放街道，是中华人民共和国湖北省荆州市沙市区下辖的一个乡镇级行政单位。

## 行政区划
解放街道下辖以下地区：
荆江亭社区、白云桥社区、北菱社区、兴盛街社区、北莲社区、青莲阁社区、通衢路社区、武德路社区、绿化村社区、大桥社区、荆襄河社区、塔桥社区、迎喜门社区、九曲桥社区、北湖路社区、北帆社区、白云路社区、南湖路社区、十方庵社区、北荷社区和太岳路社区。